# Stéphan Druet
Ne doit pas être confondu avec Stéphane Ruet.
Pour les articles homonymes, voir Druet.
Stéphan Druet, né le 6 octobre 1970 à Paris, est un metteur en scène, acteur de théâtre et auteur dramatique français.

## Biographie
Diplômé du Conservatoire d'art dramatique de Paris, il est l'un des créateurs de Les Octavio avec qui il joue les clowns ainsi que différents rôles. En 1993, il fonde la compagnie théâtrale Mélocotton au sein de laquelle il monte et joue différents spectacles.
Il dirige dès 1995 sa propre création Le Retour sans retard de Martin Tammart puis se spécialise dans la mise en scène d'opéras et d'opérettes de Jacques Offenbach. Certaines de ses mises en scène, comme celle du Docteur Ox de Jules Verne, surprennent alors la critique par leur anti-conformisme.
En 2004, sa mise en scène de l'opérette Ta bouche de Maurice Yvain est nommée pour la meilleure révélation de spectacle et le meilleur spectacle musical au prix Molière. Il est de même nommé en 2006, pour la mise en scène de l'opérette Toi c'est moi de Moisés Simóns dans la catégorie meilleur spectacle musical.
Il codirige en 2008 avec Julie Depardieu Les Contes d'Hoffmann.
Il est le fondateur à Paris, en 2010, du festival Nuits d'été argentines et pour la première édition crée la comédie musicale On dit de moi à Buenos Aires.
Il reçoit en 2018 prix Molière du meilleur spectacle musical pour L'Histoire du Soldat (du livret de Charles-Ferdinand Ramuz), mise en scène de Stéphan Druet, Chorégraphies Sebastian Galeota, Théâtre Poche Montparnasse
En décembre 2023, il est signataire de la tribune en soutien à Gérard Depardieu alors accusé de viol, agression sexuelle et harcèlement sexuel.

## Œuvres
- Le Retour sans retard de Martin Tammart, de Stéphan Druet, Paris (1995)
- Femmes d'attente, d'Aurore Évain, Paris (1998)
- Croquefer, d'Offenbach, Paris (1999)
- Barbe-Bleue, d'Offenbach, Paris (2001)
- Geneviève de Brabant, d'Offenbach, Paris (2002)
- Le Docteur Ox, d'Offenbach, Paris (2003)
- Les Vacances de Pandolphe, de George Sand (2004)
- Ta bouche, de Maurice Yvain, Paris (2004)
- Don Juan, d’Henry de Montherlant, Paris (2005)
- Toi c'est moi, de Moïse Simons, Paris (2005)
- L'Illusion comique, de Pierre Corneille, Paris (2006)
- Le Songe d'une nuit d'été, de William Shakespeare, Paris (2007)
- Les Contes d'Hoffmann, avec Julie Depardieu (2008)
- Audimat ! de Tancrède et Fabrice Lehman, Paris (2008)
- Une visite inopportune de Copi, (2009)
- On dit de moi, comédie musicale, Paris (2010)
- Love Love, de Stephan Druet, Paris (2011)
- Les Divas de l'obscur, de Stephan Druet, festival Nuits d'été de Paris (2011)
- Mirame, de Claire Guionie, Théâtre Carré Belle-Feuille à Boulogne (2013)
- Dolcevita, de Stephan Druet, Théâtre Les Feux de la Rampe (2014)
- Évita, amour, gloire etc., de Stephan Druet, avec Sebastian Galeota Comédie Bastille, Paris (2016)
- Renata de Javier Ulises Maestro traduction et adaptations Stephan Druet et Sebastian Galeota Comédie Bastille, Paris (2016)
- L'Histoire du Soldat (du livret de Charles-Ferdinand Ramuz), mise en scène de Stéphan Druet, Chorégraphies Sebastian Galeota Théâtre Poche Montparnasse (2017)
- Berlin Kabarett (avec Marisa Berenson), mise en scène de Stéphan Druet, avec Sebastian Galeota Théâtre Poche Montparnasse (2018)